# Lohkuse
Lohkuse es una aldea del municipio de Lüganuse en el condado de Ida-Viru, Estonia, con una población censada a final del año 2011 de 5 habitantes. 
Se encuentra ubicada en el centro-norte del condado, cerca de la costa del golfo de Finlandia (mar Báltico) y de la carretera E20 que une Tallin con San Petersburgo.